# Jugaria similis
Jugaria similis är en ringmaskart som först beskrevs av Bush 1905.  Jugaria similis ingår i släktet Jugaria och familjen Serpulidae. Inga underarter finns listade i Catalogue of Life.